# Sullivan, Missouri
Sullivan är en ort i Franklin County i delstaten Missouri, USA.